# Carlos Rodríguez
Carlos Alberto "Charly" Rodríguez Gómez (sinh ngày 3 tháng 1 năm 1997) là một cầu thủ bóng đá chuyên nghiệp người México hiện thi đấu ở vị trí tiền vệ cho câu lạc bộ Cruz Azul tại Liga MX và đội tuyển quốc gia México.